# Falmouth, Cornwall
Falmouth (Limba cornică: Aberfal) este un oraș în comitatul Cornwall, regiunea South West, Anglia. Orașul se află în districtul Carrick.